# Milton Selzer
Pour les articles homonymes, voir Selzer.
Milton Selzer est un acteur américain, né le 25 octobre 1918 à Lowell (Massachusetts), mort le 21 octobre 2006 à Oxnard (Californie).

## Biographie
Milton Selzer entame sa carrière au théâtre et joue notamment à Broadway (New York) dans six pièces, depuis Richard III de William Shakespeare (1949, avec Richard Whorf dans le rôle-titre) jusqu'à La Visite de la vieille dame de Friedrich Dürrenmatt (1958, avec Lynn Fontanne et Alfred Lunt), en passant notamment par La guerre de Troie n'aura pas lieu de Jean Giraudoux (1955-1956, avec Michael Redgrave et Diane Cilento).
Au cinéma, il contribue à vingt-et-un films (majoritairement américains ou en coproduction), le premier étant La Rafale de la dernière chance (en) d'Howard W. Koch (1959, avec Mickey Rooney et Frank Overton). Suivent entre autres Le Temps du châtiment de John Frankenheimer (1961, avec Burt Lancaster et Dina Merrill), Pas de printemps pour Marnie d'Alfred Hitchcock (1964, avec Tippi Hedren et Sean Connery), Le Démon des femmes de Robert Aldrich (1968, avec Kim Novak et Peter Finch), ou encore Capricorn One de Peter Hyams (1978, avec Elliott Gould et James Brolin).
Son dernier film est Randonnée pour un tueur de Roger Spottiswoode (1988, avec Sidney Poitier et Tom Berenger).
À la télévision américaine, Milton Seltzer apparaît dans cent-cinquante-et-une séries dès 1951, dont Les Incorruptibles (quatre épisodes, 1961-1962), Mission impossible (cinq épisodes, 1967-1972), Hawaï police d'État (six épisodes, 1968-1978) et La Loi de Los Angeles (trois épisodes, 1987).
Sa dernière série est Walker, Texas Ranger (un épisode, 1995).
S'ajoutent vingt-neuf téléfilms diffusés de 1960 à 1995, dont To Kill a Cop de Gary Nelson (1978, avec Joe Don Baker et Desi Arnaz Jr.).

## Théâtre à Broadway (intégrale)
- 1949 : Richard III (King Richard III) de William Shakespeare, décors et costumes de Richard Whorf : Berkeley
- 1950 : Jules César (Julius Caesar) de William Shakespeare : Messala
- 1950-1951 : Le Héros et le Soldat (Arms and the Man) de George Bernard Shaw : un officier russe
- 1955 : Once Upon a Tailor de Baruch Lumet, musique de scène de Sol Kaplan, mise en scène de Joseph Anthony : Mechel
- 1955-1956 : La guerre de Troie n'aura pas lieu (Tiger at the Gates) de Jean Giraudoux, adaptation de Christopher Fry, musique de scène de Lennox Berkeley : le mathématicien
- 1958 : La Visite de la vieille dame (The Visit) de Friedrich Dürrenmatt, adaptation de Maurice Valency, mise en scène de Peter Brook : Wechsler

## Filmographie partielle

### Cinéma
(films américains, sauf mention contraire ou complémentaire)
- 1959 : La Rafale de la dernière chance (The Last Mile) d'Howard W. Koch : Peddie
- 1960 : Le Grand Sam (North to Alaska) d'Henry Hathaway : un musicien de l'Armée du Salut
- 1961 : Le Temps du châtiment (The Young Savages) de John Frankenheimer : Dr Walsh
- 1964 : Pas de printemps pour Marnie (Marnie) d'Alfred Hitchcock : l'homme de l'hippodrome
- 1965 : Le Kid de Cincinnati (The Cincinnati Kid) de Norman Jewison : « Doc » Sokal
- 1966 : Gros coup à Dodge City (A Big Hand for the Little Lady) de Fielder Cook : Fleeson
- 1968 : Le Démon des femmes (The Legend of Lylah Clare) de Robert Aldrich : Bart Langner
- 1968 : En pays ennemi (In Enemy Country) de Harry Keller : Bartkowski
- 1972 : Lady Sings the Blues de Sidney J. Furie : le docteur
- 1977 : Un autre homme, une autre chance de Claude Lelouch (film franco-américain) : Miller
- 1978 : Capricorn One de Peter Hyams : Dr Burroughs
- 1978 : Le Couloir de la mort (The Evil) de Gus Trikonis : L'agent immobilier
- 1978 : Blue Collar de Paul Schrader : Sumabitch
- 1980 : La Guerre des abîmes (Raise the Titanic) de Jerry Jameson : Dr Vogel
- 1986 : Sid et Nancy (Sid and Nancy) d'Alex Cox (film britannique) : le grand-père
- 1987 : Walker d'Alex Cox (film américano-hispano-mexicain) : le juge
- 1988 : Tapeheads de Bill Fishman : Merlin Hinkle
- 1988 : Randonnée pour un tueur (Shoot to Kill) de Roger Spottiswoode : M. Berger

### Télévision

#### Séries
- 1960-1970 : Gunsmoke ou Police des plaines (Gunsmoke ou Marshal Dillon)
  - Saison 5, épisode 19 Till Death Do Us (1960) de Jean Yarbrough : Jezra
  - Saison 8, épisode 26 Anybody Can Kill a Marshal (1963) : le peintre
  - Saison 9, épisode 13 Pa Hack's Brood (1963) de Jerry Hopper : Pa Hack
  - Saison 15, épisode 20 Albert (1970) de Vincent McEveety : Albert Schiller
- 1961 : Aventures dans les îles (Adventures in Paradise)
  - Saison 2, épisode 18 Jeux de pirates (Act of Piracy) de Tom Gries : Slaight
- 1961 : Peter Gunn
  - Saison 3, épisode 31 Last Resort de Robert Sparr : Lou Warren
- 1961-1962 : Échec et mat (Checkmate)
  - Saison 2, épisode 10 Nice Guys Finish Last (1961 - Freddy) d'Alan Crosland Jr. et épisode 32 Will the Real Killer Please Stand Up? (1962 - Wladyslaw Szorny)
- 1961-1962 : Les Incorruptibles (The Untouchables)
  - Saison 2, épisode 15 Le Grand Réseau (The Organization, 1961) de Walter Grauman : Maxie Schram
  - Saison 3, épisode 5 Un si beau plan (The Matt Bass Scheme, 1961 - Jason Fiddler) de Stuart Rosenberg et épisode 22 La Déchéance (Downfall, 1962 - Alan Sitkin) de Stuart Rosenberg
  - Saison 4, épisode 2 Cette bière qui vient du ciel (The Cooker in the Sky, 1962) de Robert Butler : Harry Gordon
- 1962 : Le Gant de velours (The New Breed)
  - Saison unique, épisode 35 So Dark the Night de Walter Grauman : Dr Harmon
- 1962 : Route 66 (titre original)
  - Saison 2, épisode 32 From the Enchantress Fleeing de William A. Graham : Gunther
- 1962-1964 : La Quatrième Dimension (The Twilight Zone)
  - Saison 3, épisode 30 Le Menteur (Hocus-Pocus and Frisby, 1962) de Lamont Johnson : un alien
  - Saison 5, épisode 25 Les Masques (The Masks, 1964) d'Ida Lupino : Wilfred Harper
- 1962-1964 : Les Accusés (The Defenders)
  - Saison 2, épisode 5 The Unwanted (1962 - Dr Paul Silberman) et épisode 31 The Noose (1963 - le policier Raymond Kimble) de Stuart Rosenberg
  - Saison 3, épisode 36 The Uncivil War (1964) de David Greene : Paul Look
- 1963-1964 : Perry Mason, première série
  - Saison 7, épisode 5 The Case of the Decadent Deam (1963) d'Earl Bellamy : Dr Aaron Stuart
  - Saison 8, épisode 7 The Case of the Bullied Bowler (1964) de Jesse Hibbs : Dr Max Taylor
- 1964 : Des agents très spéciaux (The Man from U.N.C.L.E.)
  - Saison 1, épisode 6 Manipulation pour un pion (The Green Opal Affair) : Dr Schtallmacher
- 1964 : Voyage au fond des mers (Voyage to the Bottom of the Sea)
  - Saison 1, épisode 13 La Poudrerie (The Blizzard Makers) : Dr Melton
- 1965 : Peyton Place
  - Saison 2, épisode 9 (sans titre) de Walter Doniger : Dr Hoyt
- 1965 : Le Fugitif (The Fugitive)
  - Saison 2, épisode 30 La Fin d'un grand rêve (Last Second of a Big Dream) de Robert Butler : Lou Cartwright
  - Saison 3, épisode 6 Hourra pour les gars du pays (Three Cheers for Little Boy Blue) de Walter Grauman : Ben Willoughby
- 1965-1966 : Max la Menace (Get Smart)
  - Saison 1, épisode 16 Le Poids du pouvoir (Survival of the Fattest, 1965) de Frank McDonald, épisode 15 Agent double (Double Agent, 1966) de Frank McDonald, épisode 17 Ah ah le sauvage (Kisses for KAOS, 1966) de Gary Nelson, épisode 18 C'est du billard (The Dead Spy Scrawls, 1966) de Gary Nelson, épisode 24 Bombe puzzle (Stakeout on Blue Mist Mountain, 1966), épisode 26 La Symphonie de Hubert (Hubert's Unfinished Symphony, 1966) de Gary Nelson et épisode 27 Une cargaison d'espions, 1re partie (Ship of Spies, Part I, 1966) de Bruce Bilson : Parker
- 1966 : Daniel Boone
  - Saison 2, épisode 20 The Gun de Robert Totten : Isaac Delf
- 1966 : Le Virginien (The Virginian)
  - Saison 5, épisode 7 The Outcast d'Alan Crosland Jr. : Harold Bitz
- 1966 : Le Cheval de fer (The Iron Horse)
  - Saison 1, épisode 8 Nuage de guerre (War Cloud) de Joseph Kane : Thaddeus Bancroft
- 1966 : Brigade criminelle (Felony Squad)
  - Saison 1, épisode 14 Fear Below de Walter Grauman : Joe Coyne
- 1966-1967 : Commando du désert (The Rat Patrol)
  - Saison 1, épisode 4 The Kill of Be Killed Raid (1966) de Lee H. Katzin : colonel Schweiger
  - Saison 2, épisode 3 The Trial by Fire Raid (1967)  : Tobar
- 1966-1973 : Sur la piste du crime (The F.B.I.)
  - Saison 1, épisode 23 Flight to Harbin (1966) de Don Medford : Miller
  - Saison 2, épisode 1 The Price of Death (1966) de Paul Wendkos : M. Ragatzy
  - Saison 3, épisode 23 The Ninth Man (1968) de Jesse Hibbs : Jordan James Alexander
  - Saison 8, épisode 21 The Wedding Gift (1973) d'Arnold Laven : Lou Dubbins
  - Saison 9, épisode 9 Fool's Gold (1973) : William Sampson
- 1967 : Les Envahisseurs (The Invaders)
  - Saison 1, épisode 9 Équation : Danger (Quantity: Unknown) : A. J. Richards
- 1967-1968 : Papa Schultz ou Stalag 13 (Hogan's Heroes)
  - Saison 2, épisode 28 Le Règlement, c'est le règlement (Colonel Klink's Secret Weapon, 1967) de Gene Reynolds : Sergent Reinhold Franks
  - Saison 4, épisode 9 Devine qui vient dîner ? (Guess Who Came to Dinner?, 1968) de Marc Daniels : Otto von Krubner
- 1967-1972 : Mission impossible (Mission: Impossible)
  - Saison 1, épisode 28 Voyance (The Psychic, 1967) : January Vornitz
  - Saison 3, épisodes 19 et 20 Le Bunker, 1re et 2e parties (The Bunker, Parts I & II, 1969) de John Llewellyn Moxey : Dr Erich Rojak
  - Saison 5, épisode 17 Une île sur l'Adriatique (The Field, 1971) de Reza Badiyi : Inspecteur Koder
  - Saison 7, épisode 6 Inspecteur Barney (Cocaine, 1972) de Reza Badiyi : Stanley
- 1968 : Les Mystères de l'Ouest (The Wild Wild West)
  - Saison 3, épisode 20 La Nuit de la mort masquée (The Night of the Death Masks) : Emmet Stark
- 1968-1978 : Hawaï police d'État (Hawaii Five-0)
  - Saison 1, épisode 4 Nous serons des étrangers (Strangers in Our Own Land, 1968) d'Herschel Daugherty : Lester Willighby
  - Saison 3, épisode 2 Trouble en tête (Trouble in Mind, 1970) : Ron
  - Saison 4, épisode 19 Une balle perdue (While You're at It, Bring in the Moon, 1972) de Michael O'Herlihy : Tabernash
  - Saison 5, épisode 21 Pourcentage (Percentage, 1973) de Robert Butler : Sam Green
  - Saison 9, épisode 13 La Cloche (The Bells Toll at Noon, 1977) de Jack Lord : Kellman
  - Saison 10, épisode 14 Une petite balade (A Short Walk on the Longshore, 1978) de Don Weis : Ghoriades
- 1969 : The Bold Ones: The Protectors
  - Saison unique, épisode 2 If I Should Wake Before I Die de Daryl Duke : Bender
- 1969 : Le Grand Chaparral (The High Chaparral)
  - Saison 3, épisode 7 Trial to Nevermore de Virgil W. Vogel : Sody Marcum
- 1969-1972 : L'Homme de fer (Ironside)
  - Saison 3, épisode 11 Haute Altitude (Five Miles High, 1969) de Don Weis : Jack Brady
  - Saison 5, épisode 19 Poupées, Sorcières et Assassins (Bubble, Bubble, Toil and Murder, 1972) : M. Gold
- 1969-1973 : Mannix
  - Saison 3, épisode 7 On a noyé Burton (A Sleep in the Deep, 1969) de Gerald Mayer : Dave Wright
  - Saison 4, épisode 15 Qu'est-il arrivé dimanche ? (What Happened to Sunday?, 1971) de Paul Krasny : Lieutenant Maury Strauss
  - Saison 6, épisode 21 Enquête sur le passé (Search for a Whisper, 1972) d'Arnold Laven : Albie
- 1970 : La Nouvelle Équipe (The Mod Squad)
  - Saison 2, épisode 26 The Loser de Gene Nelson : Alfred Weaver
- 1971 : Les Arpents verts (Green Acres)
  - Saison 6, épisode 18 Stad Witness de Richard L. Bare : Danny
- 1971 : Ma sorcière bien-aimée (Bewitched)
  - Saison 7, épisode 22 L'homme descend du singe (Darrin Goes Ape) : Pete Johnson
- 1971 : The Bold Ones: The New Doctors
  - Saison 3, épisode 1 Broken Melody : l'otologiste
- 1971 : Un shérif à New York (McCloud)
  - Saison 2, épisode 2 Rien n'est trop beau pour toi (Top of the World, Ma!) : Flynn
- 1971 : The Bold Ones: The Lawyers
  - Saison 3, épisode 7 The Letter of the Law de Douglas Heyes : Wilmer Frye
- 1972 : Search
  - Saison unique, épisode 3 Une de nos sondes a disparu (One of Our Probes Is Missing) de Philip Leacock : Lucas D. Kaplos
- 1973-1976 : Les Rues de San Francisco (The Streets of San Francisco)
  - Saison 2, épisode 5 Ma maison est une prison (Going Home, 1973) de Robert Day : Eugene Beal
  - Saison 4, épisode 23 La Fuite désespérée (Runaway, 1976) : Manny Judson
- 1974 : Docteur Marcus Welby (Marcus Welby, M.D.)
  - Saison 5, épisode 15 A Full Life : Dr Ben Mazer
- 1974 : Barnaby Jones
  - Saison 2, épisode 16 The Platinum Connection de Seymour Robbie : Sam Benson
- 1974 : Le Magicien (The Magician)
  - Saison unique, épisode 16 L'Or noir (The Illusion of Black Gold) d'Arnold Laven : Alex Pochek
- 1974 : Kojak, première série
  - Saison 2, épisodes 1 et 2 Crime de lèse-majesté, 1re et 2e parties (The Chinatown Murders, Parts I & II) de Jeannot Szwarc : Nathan Davidoff
- 1974-1977 : Police Story
  - Saison 1, épisode 17 The Hunters (1974) de Richard Benedict : Lou Gold
  - Saison 3, épisode 1 Officer Needs Help (1975 - Dr Molter) de Paul Wendkos et épisode 11 Breaking Point (1975 - Dr Hall)
  - Saison 4, épisode 14 Nightmare on a Sunday Morning (1977) : Dr Anders
  - Saison 5, épisode 1 Triger Point (1977) de Jerry London : le psychiatre de la police
- 1975 : Sergent Anderson (Police Woman)
  - Saison 1, épisode 16 Sidewinder de Reza Badiyi : Moe Harris
- 1975 : Cannon
  - Saison 4, épisode 17 Le Cinquième Homme (Killer on the Hill) : Marty Kaufman
- 1975 : L'Homme qui valait trois milliards (The Six Million Dollar Man)
  - Saison 3, épisode 14 Le Sourire du vainqueur (The Winning Smile) d'Arnold Laven : Dr Losey
- 1975-1978 : 200 dollars plus les frais (The Rockford Files)
  - Saison 2, épisode 8 Résurrection inattendue (Resurrection in Black & White, 1975) de Russ Mayberry : Patrick Elber
  - Saison 4, épisode 17 L'Œuf cuit sur le plat (Dwarf in a Helium Hat, 1978) de Reza Badiyi : Irving Rockfelt
- 1978 : L'Île fantastique (Fantasy Island)
  - Saison 1, épisode 16 Le Hasard / La Chanson (Call Me Lucky/Torch Singer) de Cliff Bole : Willie
- 1978 : Vegas (Vega$)
  - Saison 1, épisode 4 Love, Laugh and Die de Don Chaffey : Tenny
- 1978-1980 : Quincy (Quincy, M.E.)
  - Saison 3, épisode 13 Accomplice to Murder (1978) : M. Avery
  - Saison 5, épisode 21 Deadly Arena (1980) de Jeffrey Hayden : M. Jackson
- 1979 : Wonder Woman
  - Saison 3, épisode 13 Vision d'OVNI (Going, Going, Gone) d'Alan Crosland Jr. : Capitaine Louie
- 1980 : La Petite Maison dans la prairie (Little House on the Prairie)
  - Saison 7, épisode 3 Un nouveau départ (A New Beginning) de William F. Claxton : Elija Pattman
- 1982 : Lou Grant
  - Saison 5, épisode 10 Ghosts de Roger Young : Claude Cunningham
- 1982 : Cagney et Lacey (Cagney & Lacey)
  - Saison 2, épisode 9 Je serai à la maison pour Noël (I'll Be Home for Christmas) de Burt Brinckerhoff : Willie Boxer
- 1983 : Dynastie (Dynasty)
  - Saison 4, épisode 4 L'Audience, 1re partie (The Hearing, Part I) de Robert Scheerer : M. Melman
- 1983 : Capitaine Furillo (Hill Street Blues)
  - Saison 4, épisode 5 Il était une fois (Doris in Wonderland) d'Arthur Allan Seidelman et épisode 6 Un cambrioleur courtois (Praise Dilaudid) de Gabrielle Beaumont : Murray Kaplan
- 1984 : Fame
  - Saison 3, épisode 23 L'Héritage (Heritage) de Michael A. Hoey : Leo Finklestein
- 1986 : Hôpital St Elsewhere (St. Elsewhere)
  - Saison 5, épisode 10 Once Upon a Mattress : Rabbin Tolkien
- 1987 : La Loi de Los Angeles (L.A. Law)
  - Saison 1, épisode 13 Conduite en état d'ivresse (Prince Kuzak in a Can), épisode 14 Le Juge Hood (The Douglas Fur Ball) de Donald Petrie et épisode 15 Proposition de fusion (December Bribe) : Juge Morris Hood
- 1990 : MacGyver
  - Saison 5, épisode 18 L'Amadeus perdu (The Lost Amadeus) : Izzy
  - Saison 6, épisode 5 Le Mur (The Wall) : Otto Romburg
- 1991 : Docteur Doogie (Doogie Howser, M.D.)
  - Saison 3, épisode 2 Doogie Has Left the Building, Part I, d'Eric Laneuville : le juge
- 1992 : La Voix du silence (Reasonable Doubts)
  - Saison 1, épisode 18 Les Témoins (Home Is Where the Heart Is) : le rabbin
- 1995 : Walker, Texas Ranger
  - Saison 3, épisode 12 Témoin en fuite (The Big Bingo Bamboozle) : Larry

#### Téléfilms
- 1962 : The Farmer's Daughter (en) de Fielder Cook : Adolph
- 1970 : Along Came a Spider de Lee H. Katzin : Dr Leonard Schuster
- 1970 : Le Terrible Secret (Crowhaven Farm) de Walter Grauman : Dr Terminer
- 1971 : Who Killed the Mysterious Mr. Foster? de Fielder Cook : le banquier George Millordock
- 1972 : Awake and Sing de Robert Hopkins et Norman Lloyd : Myron
- 1972 : Jigsaw de William A. Graham : le psychologue
- 1972 : Keep the Faith de Jackie Cooper : Pink
- 1973 : Murdock's Gang de Charles S. Dubin : Frank Winston
- 1973 : Rx for the Defense de Ted Kotcheff : Dr Schwartz
- 1973 : Key West de Philip Leacock : Stauffer
- 1974 : The Sex Symbol de David Lowell Rich : Phil Bamberger
- 1974 : This Is the West That Was de Fielder Cook : Pa Wellman
- 1975 : Hey, I'm Alive de Lawrence Schiller : Glen Sanders
- 1976 : One of My Wives Is Missing de Glenn Jordan : Sidney Bernstein
- 1978 : To Kill a Cop de Gary Nelson : Myron Klopfman
- 1979 : The Triangle Factory Fire Scandal de Mel Stuart : M. Levin
- 1981 : Cauchemar (No Place to Hide) de John Llewellyn Moxey : le fleuriste
- 1981 : The People vs. Jean Harris de George Schaefer : Dr Roth
- 1984 : L'Opération de la dernière chance (Why Me?) de Fielder Cook : le colonel
- 1985 : Mirrors d'Harry Winer : Phil Kagan
- 1992 : Miss Rose White de Joseph Sargent : Oncle Shimon
- 1995 : Cagney & Lacey: Together Again de Reza Badiyi : Ira Glass